# 荣耀先
荣耀先（1896年—1927年4月11日），蒙古名谦登若宪，字辉庭，号一介，蒙古族，绥远土默特旗（今内蒙古自治区土默特左旗西园村）人。黄埔军校一期生，内蒙古地区第一位中国共产党党员。

## 生平
在蒙藏学校学习期间参加中国社会主义青年团。1923年1月，经韩麟符、李渤海介绍入党。1923年暑假，遵照中共北方区委指示，回到土默特地区动员归绥中学的吉雅泰、李裕智、孟纯、高希柴、任殿邦和土默特高等小学校的多松年、乌兰夫、云润、奎璧、朱实夫、康根成、康济民、云继珍、佛鼎、云继章、云霖、赵诚、荣照、李春荣、麟祥、赵文翰、高布泽博、王国栋等39名蒙古族青年学生入北京蒙藏学校读书。
1924年4月中共北方局指派赴黄埔军校第一期学习，以中国国民党北京特别区出席中国国民党一大代表王法勤、韩麟符、于兰渚、陈镜湖保荐报考，1924年5月到广州入黄埔军校第一期第四队学习。
1927年春，参加二次北伐，4月11日北伐进抵徐州茅村战斗中牺牲，国民政府追赠陆军少将。